# Hydractinia hooperi
Hydractinia hooperi är en nässeldjursart som beskrevs av Sigerfoos 1889. Hydractinia hooperi ingår i släktet Hydractinia och familjen Hydractiniidae. Inga underarter finns listade i Catalogue of Life.